# Vegelinsoord
Vegelinsoord (Fries: Vegelinsoard) is een dorp in de gemeente De Friese Meren (Fries en officieel: De Fryske Marren), in de Nederlandse provincie Friesland. Vegelinsoord ligt tussen Akkrum en Heerenveen, aan het Nieuwe Heerenveense Kanaal. Het dorp telde in 2023 380 inwoners.

## Geschiedenis
Vegelinsoord is in de tweede helft van de 19e eeuw ontstaan tijdens veenafgravingen in De Haskerveenpolder. Oorspronkelijk werd de plaats Stobbegat genoemd, naar de gelijknamige waterloop. In het begin van de jaren 40 van de twintigste eeuw werd de plaatsnaam officieus veranderd in Stobbega, omdat het element 'gat' niet zo positief werd ervaren. In 1954 werd alsnog besloten de naam officieel te veranderen in Vegelinsoord. De naam Vegelinsoord is te herleiden naar de familie Vegelin van Claerbergen, die in de regio een grote rol heeft gespeeld. Samen met de naamsverandering kreeg de plaats in 1955 de dorpsstatus.
Tot de gemeentelijke herindeling op 1 januari 1984 lag de plaats in de gemeente Haskerland. Vanaf 1 januari 2014 ligt Vegelinsoord in de gemeente Skarsterlân.

## Poldermolen
De Grevensmolen is een poldermolen uit 1859.

## Sport
De voetbalvereniging, FFS is opgericht in 1945. Verder is er een tennisvereniging, T.V. Vegelinsoord met twee buitenbanen, ijsclub De Goede Hoop, schutjasclub en een biljartclub.

## Onderwijs
Het dorp had tot en met het schooljaar 2015/2016 een basisschool, De Stobbestjelp. Sindsdien gaan de meeste kinderen van het dorp naar Joure of Oudehaske naar school. De school zelf is gefuseerd met een basisschool in Haskerhorne.

## Cultuur
Het dorp heeft een dorpshuis, De Sethage en toneelvereniging. Ieder jaar vindt in november Stobbepop en tot 2020 in januari het festival Sneeuwpop plaats.

## Geboren in Vegelinsoord
- Rutger Elsinga (28 januari 1978), langebaanschaatser